# Дахарам (мурдханья)
Дахарам (малаял. ഡകാരം) — тринадцатая согласная буква алфавита малаялам. Обозначает звонкий ретрофлексный взрывной согласный [ɖ], в интервокальном положении обозначает ретрофлексный одноударный согласный [ɽ], в санскритских словах взаимозаменяема с ല и ള. Акшара-санкхья — 3 (три).
Две последовательные буквы ഡ без гласного между ними образуют вертикальную лигатуру — ഡ്ഡ, а ഡ после ണ даёт горизонтальную лигатуру — ണ്ഡ.
Огласовка: ഡ, ഡാ, ഡി, ഡീ, ഡു, ഡൂ, ഡൃ, ഡെ, ഡേ, ഡൈ, ഡൊ, ഡോ, ഡൌ.

## Кодировка
Мурдханья дахарам включена в стандарт Юникод начиная с самой первой его версии (1.0.0) в блоке «Малаялам» (англ. Malayalam) под шестнадцатеричным кодом U+0D21.